# Abgunst (Trendelburg)
Abgunst ist ein Ort auf der Gemarkung der Stadt Trendelburg im Landkreis Kassel in Hessen.
Die Gehöftgruppe (Zur) Abgunst (als Rittergut ausgebaut), liegt eineinhalb Kilometer nordöstlich von Trendelburg jenseits der Diemel. Die Ortschaft wurde 1629 erstmals erwähnt.

## Geschichte
Die Grundherrschaft besaß lange Zeit die Familie von Stockhausen.

## Persönlichkeiten
- Hans Eckebrecht von Stockhausen (1854–1923), Politiker und Mitglied des Preußischen Abgeordnetenhauses